# Рашице
Рашице (слч. Rašice) насељено је мјесто са административним статусом сеоске општине (слч. obec) у округу Ревуца, у Банскобистричком крају, Словачка Република.

## Становништво
| Година:    | 1994. | 2004.    | 2014.    | 2024.   |
| ---------- | ----- | -------- | -------- | ------- |
| Број људи: | 151   | 135      | 112      | 112     |
| Разлика:   |       | -10,59 % | -17,03 % | -1,42 % |

| Година:    | 2023. | 2024.   |
| ---------- | ----- | ------- |
| Број људи: | 111   | 112     |
| Разлика:   |       | +0,90 % |

Према подацима о броју становника из 2011. године насеље је имало 123 становника.